# 歩行補助車
歩行補助車（ほこうほじょしゃ）とは、主に高齢者その他運動能力が少し低下した個人の移動の補助などに使われる車およびこれに類する車の総称である。

## 分類
本来の意味としては、高齢者その他運動能力が少し低下した者の移動の補助などに使われる。なお、定義、分類が曖昧な呼称としてはいわゆる「歩行車」「老人車」と呼ばれる事がある。
- シルバーカー - 高齢者向けの手押し車であって、荷物の運搬を主眼とするもの。歩行補助の目的ではなく体重を掛ける設計になっていない。介護保険の対象外。
- 四輪歩行器（四輪歩行車） - 高齢者向けの手押し車であって、歩行の補助を主眼とするもの。歩行器ほどでは無いがある程度体重を掛けられる設計になっている。介護保険の対象。
- 歩行器 - 乳幼児用、リハビリ用、介護用などの医療用具類。

## 通行方法と関連法規
日本の道路交通法においては、前述の本来の意味の歩行補助車両をも含めて「歩行補助車等」として、以下の定義に該当し一定の基準を満たす車は、一括して歩行者と同じ扱いを受ける。また、運転免許は不要である。

### 定義（令和元年改正法）
道路交通法の一部を改正する法律（令和元年法律第20号）改正施行後の定義は、次の1または2のいずれかに該当するものとなる。
- 1 歩行補助車、小児用の車及びショッピング・カート
- 2 レール又は架線によらないで通行させる車であって、次のイおよびロのいずれにも該当するもの[注 1]
  - イ 車体の大きさが、他の歩行者の通行を妨げるおそれのないものとして、次を超えないこと
    - 長さ 190cm
    - 幅 60cm

  - ロ 車体の構造が、歩きながら用いるものとして、次のいずれかに該当すること[5][6]
    - 普通自転車の乗車装置（幼児用座席を除く。）を使用することができないようにした車であって、通行させる者が乗車することができないもの
    - その他の車で、通行させる者が乗車することができないもの

2のロの「普通自転車の乗車装置（幼児用座席を除く）を使用することができないようにした車」については、乳幼児が一緒に乗車可の自転車とベビーカーとの間で構造的転換が可能な特種車（Taga Bike-Strollerなど）を想定していると考えられる。ただし、多くのそのような特種車で、幅60cmを超えていることが多いため、幅60cm以上の特種車は、2のロの基準には該当しない。ただし、後述のとおり、一般的な乳幼児用の手押し車、乳母車の形状およびサイズであれば、明文で規定はないが「歩行補助車、小児用の車及びショッピング・カート」と扱われる可能性がある。
2のロの「その他の車」については、車の要件が特定されていないことから、例えば（長さ190cm以下、幅60cm以下の）比較的小型な台車も、「歩行補助車等」として扱われる可能性がある。

#### 電動のもの
前項に該当する車のうち、原動機として電動機（モーター）を用いるものは、次の1または2のいずれかに該当するものであって、かつ、次の構造要件を満たす場合に「歩行補助車等」の扱いを受ける。
- 1 歩行補助車、小児用の車及びショッピング・カートであって、次の各号のいずれにも該当するもの
  - 長さ 120cm
  - 幅 70cm
  - 高さ 120cm
  - ただし、特定の経路を通行させることその他の特定の方法により通行させる小児用の車（通行させる者が乗車することができないものに限る。）で、当該方法が他の歩行者の通行を妨げるおそれのないものであることにつきその通行の場所を管轄する警察署長などの確認を受けたものについては、長さ・幅・高さの制限は解除される（後述の構造要件はそのまま）。
- 2 レール又は架線によらないで通行させる車であって、前述（動力無しの場合）の、2のイ、2のロのいずれをも満たす車[注 2][注 1]

（構造要件）
- 車体の構造は、次のいずれにも該当すること（構造要件）
  - 原動機は電動機（エンジンは不可）
  - 六キロメートル毎時を超える速度を出すことができない
  - 歩行者に危害を及ぼすおそれがある鋭利な突出部がない
  - 車を通行させている者が当該車から離れた場合には、原動機が停止する

なお電動アシスト自転車とは異なり、法改正前後を通じて、単に電動駆動であれば良いため、フル電動、電動アシストのいずれの方式でも良い。

### 旧定義
改正前の道路交通法上の「歩行補助車等」の定義は次の通りであった。
- 「歩行補助車及びショッピング・カート（これらの車で原動機を用いるものにあつては、内閣府令で定める基準に該当するものに限る。）」[7]

#### 原動機を用いるもの（旧定義）
改正前は、原動機を用いるものについては次の「内閣府令で定める基準」を満たす必要があった。なお、満たさないものは原動機付自転車などの扱いとなった。
- 車体の大きさは、次に掲げる長さ、幅及び高さを超えないこと。
  - 長さ 120cm
  - 幅 70cm
  - 高さ 109cm
- 車体の構造は、次に掲げるものであること。
  - 原動機として、電動機を用いること。（エンジンは不可）
  - 六キロメートル毎時を超える速度を出すことができないこと。
  - 歩行者に危害を及ぼすおそれがある鋭利な突出部がないこと。
  - 歩行補助車等を通行させている者が当該車から離れた場合には、原動機が停止すること。

### 具体例
「歩行補助車」そのものの定義は法令にはないため解釈に依存する。ただし改正法では小児用の車が「歩行補助車等」に加えられて明記されるなどの変更があった。なお、以下のいずれの物も、電動のものは、前述のとおり一定の基準を満たすものに限られる。
（以下は歩行補助車等のガイドライン的な列挙であり、以下を「歩行補助車等の定義および要件」と解釈してはならない。）
- 高齢者等用の歩行補助車
  - シルバーカー
  - 四輪歩行器（四輪歩行車）
- 歩行器 - 明文で規定はないが「身体障害者用の車並びに歩行補助車、小児用の車」と扱われる可能性がある。
- 一般的な乳幼児用の手押し車、乳母車、ベビーカー - 明文で規定はないが「身体障害者用の車並びに歩行補助車、小児用の車」と扱われる可能性がある[注 4]。
- 大型乳母車、お散歩カー、避難車 - これも明文で規定はないが「身体障害者用の車並びに歩行補助車、小児用の車」と扱われる可能性がある[注 5]。
- ショッピングカート - 買い物用の台車。
- キャリーカート - 買い物以外の空港などにおける手荷物用の台車で、ショッピングカートに類するもの。また、車輪が付いた小型の荷物運搬用のシャシで、搬送台車とは言えないものも含む。
- トロリーバッグ、トロリーケース

なお、電動のものは、以上に列挙したものや、後述する台車なども含めて、これらは全て、前述の規定から、速度が6km/h以下となる。また、これらは手押し・手引きでなければならないとする要件は無いが、通行させる者の歩行速度も、要件上6km/h以下となる。

#### 台車など
（以下は歩行補助車等のガイドライン的な列挙であり、以下を「歩行補助車等の定義および要件」と解釈してはならない。）
法改正前は、原則として一律に軽車両として扱われていた台車であるが、改正施行後は、前述（動力無しの場合）の、2のイ、2のロの規定により、例えば長さ190cm以下、幅60cm以下の比較的小型で動力無しの台車も、「歩行補助車等」として扱われる可能性がある。
よって、以下の運用が想定される。
- 台車であって、一般的なショッピングカート、キャリーカート、トロリーバッグやトロリーケースのいずれにも該当しないもの
  - 長さ190cm以下、幅60cm以下の要件を満たせば、電動または動力無しのどちらでも、「歩行補助車等」として扱われる可能性がある
  - 長さ190cmまたは幅60cmを1mmでも超える場合は、動力無しのものは軽車両、動力有りのものは自動車等[注 8]として扱われる。
- 一般的なショッピングカート、キャリーカート、トロリーバッグやトロリーケース
  - これらの常識的な車両の総重量や大きさを大きく超えない限り、「歩行補助車等」として扱われる可能性がある。（動力有りの場合は、前述の要件を満たす必要がある）
  - これらの常識的な車両の総重量や大きさを大きく超えたり、相当程度の重量物を運搬できるもの （手押しの台車、猫車、大八車、リヤカーなど）は、動力無しのものは軽車両、動力有りのものは自動車等[注 8]として扱われる。

### 要件を満たさない車
以上の「歩行補助車等」の要件を満たさない車両については、原則として、適宜、軽車両、原動機付自転車または自動車に該当する事となる。

## 身体障害者用の車
「身体障害者用の車いす」も含め「身体障害者用の車」に関しては、単体で移動する場合、また介助者などが歩行により移動させている場合のいずれも、歩行者扱いとなる。
道路交通法の一部を改正する法律（令和元年法律第20号）以前は「身体障害者用の車いす」と言う規定の文言であったが、同法改正後は「身体障害者用の車」と、文言の表現の変更があった。
車椅子は通例、歩行などに困難を伴う身体障害者が利用する事が前提であり、その延長線上で、歩行が不自由な高齢者等が利用する事が前提である「シニアカー」も「身体障害者用の車いす」と言う扱いにおいて、最高速度6km/hのほか各基準（後述）を満たす電動のシニアカーも歩行者扱いとなっていた経緯がある。
なお、身体障害者または高齢者等が利用する事が前提となっていない移動用小型車についても、最高速度6km/hのほか各基準を満たす電動のものが歩行者扱いとなるように改正された。
「身体障害者用の車いす」も含む「身体障害者用の車」であって電動のものについては、電動車椅子やシニアカーなどが該当する。これらは内閣府令で定められた基準（後述）を満たしている必要がある。基準を満たす電動のものを通行させている場合も歩行者として扱われ、運転免許などは不要である。

### 電動のもの
「身体障害者用の車」であって原動機を用いるものは、以下の基準に従う必要がある。
1. 車体の大きさが、長さ120cm以下、幅70cm以下および高さ120cm以下であること。ただし高さについては、ヘッドサポートを除いた部分の高さとする。
2. 原動機は電動機（モーター）。
3. 最高速度は6km/h以下。
4. 歩行者に危害を及ぼすおそれがある鋭利な突出部がないこと。
5. 外観上、自動車や原動機付自転車と明確に区別できること。

以上の基準を一つでも満たさない電動のものは、適宜、軽車両、原動機付自転車または自動車に該当することとなる。
ただし、1.の車体の大きさの基準を満たす車両では利用の目的を達する事ができない場合については、住所地を管轄する警察署長に申請し確認交付書を得たうえで、1.の基準を満たさない電動のものを利用できる。
基準を満たす電動のものの製品は、国家公安委員会の型式認定を受けることができる。これは、基準を満たすその他の歩行補助車であって電動のものの製品についても、同様である。

## その他の関連法規
「歩行補助車等」や「身体障害者用の車」の要件を満たすものについては、電動のものも含め、歩行者扱いとなる。そのため、軽車両や特定小型を含む原動機付自転車、自動車などと異なり、下記の扱いとなる。
- 前照灯、尾灯もしくは後方反射器や方向指示器、その他の灯火の装備義務はなく、また装備しないものも多い。
- 道路運送車両の保安基準が適用されず、よって整備不良の違反となることもない。ただし、制作と販売に関し、国家公安委員会の型式認定を受けることは可能。
- 車両ではないため、車両登録やナンバープレートの装備義務、軽自動車税の納付義務も発生しない。
- 特定小型を含む原動機付自転車または自動車ではないため、自動車損害賠償責任保険の契約は義務づけられておらず、そもそも契約できない。
  - 個人賠償責任保険は、日常生活上における、歩行者又は自転車と、他の歩行者又は自転車その他車両との衝突による損害の賠償をカバーしたものが多い。よって、日常生活上における、「歩行補助車等」や「身体障害者用の車」と他の歩行者又は自転車その他車両との衝突による損害の賠償をカバーできる余地があるが、保険会社に確認が必要である。
- 運転免許の取得は不要で、運転免許行政処分の対象外となる。運転年齢制限もない。車両ではないため、道路交通法の運転免許に係る道路外致死傷の要件にも該当しない。
- 運転に関して交通反則通告制度も適用されず、また自転車運転者講習のような制度もない。
  - ただし、信号無視などの悪質な違反については、まれに歩行者と同様に検挙され交通切符（赤切符）を交付されるケースもある。
- ヘルメットやシートベルトの装着義務もなく、そもそも後者を装備しないものが多い。
- 車両でないため、放置違反金制度や、自治体の放置自転車処分条例の対象外である。ただし、交通の妨害となるような方法で物件をみだりに道路に置いてはならないとする道路交通法第76条第3項の規定（三月以下の懲役又は五万円以下の罰金）に違反する可能性はある。
- 交通規則は歩行者と同等となる。原則歩道または路側帯を通行し、横断歩道により横断し、歩行者用信号機に従うなど。
- 歩道や路側帯においては、他の歩行者と同様の扱いを受ける。そのため、歩行者と「歩行補助車等」又は「身体障害者用の車」との相互間については、単に歩行者同士の譲り合いの問題になる[注 9]。この点で、歩道や路側帯上において歩行者が、自転車や特例特定小型原動機付自転車を含む他の車両に対して絶対的優先となる扱いとは相違する。
- 車両ではないため、酒酔い運転、酒気帯び運転、過労運転、交通事故の措置（救護義務、措置義務）などの行為はただちに処罰対象とはならないが、警察庁は酒に酔って運転しないことを警告している。また、自動車運転死傷行為処罰法の対象外。
  - ただし、他人を死傷させた場合には過失致死傷罪や重過失致死傷罪に問われる可能性はある。損害賠償および保険については前述。
- その他、身体障害者用の車などについては、車体の周囲に接触センサーや衝突防止センサーを備え、衝突事故が重大なものにならないように対策が取られている場合もある。